# Gdańsk Firoga
Gdańsk Firoga – przystanek kolejowy Pomorskiej Kolei Metropolitarnej. Zlokalizowany jest w gdańskiej dzielnicy Matarnia, na osiedlu Firoga, na linii nr 248 zarządzanej przez PKM, na której przewozy organizuje Polregio. Jest zlokalizowany między istniejącymi przystankami Gdańsk Port Lotniczy i Gdańsk Matarnia, dzięki czemu ułatwia komunikację dla mieszkających w tym rejonie osób. Z powstałego przystanku jest możliwość bezpośredniego połączenia ze stacjami Gdańsk Wrzeszcz, Gdynia Główna, Kartuzy oraz Kościerzyna. Budowa przystanku Gdańsk Firoga była realizowana łącznie z elektryfikacją linii nr 248, podczas której pociągi do Kartuz i Kościerzyny będą jechać objazdem przez Starą Piłę. Na wykonawcę w przetargu wybrana została poznańska firma 
Torpol S.A. Budowa przystanku łącznie z elektryfikacją linii kosztowała 48,8 mln zł. Inwestycja zakończyła się pod koniec 2022.
30 kwietnia 2021 została podpisana umowa pomiędzy Pomorską Koleją Metropolitalną (PKM) a Torpol S.A., której przedmiotem było wykonanie robót dla zadania pn. Pomorska Kolej Metropolitalna Etap I – rewitalizacja „Kolei Kokoszkowskiej” Faza III – elektryfikacja linii kolejowych nr 248 i 253 wraz z budową przystanku Gdańsk Firoga.
11 grudnia 2022 na nowo wybudowanym przystanku został udostępniony dla pasażerów jeden z peronów, w związku z zamknięciem drugiego toru co było związane z pracami przy budowie rozjazdów kolejowych. 22 grudnia tego samego roku udostępniono dla pasażerów drugi peron.
1 czerwca 2024 na przystanku odsłonięto figurkę kota Ryśka.